# Chiesa di San Rocco (Colico)
La chiesa di San Rocco è un edificio di Colico, in provincia di Lecco, situato in frazione San Rocco, alle pendici del Monte Legnone a circa 400 m s.l.m. Sorge lungo il Sentiero del Viandante, che collegava tra loro i borghi della sponda orientale del lago di Como fino alla prima metà del XIX secolo.

## Storia e descrizione
Originariamente questa chiesetta era dedicata a San Sebastiano, ma durante i secoli XVII e XIX, in seguito a diverse epidemie che colpirono la zona, la popolazione iniziò ad invocare San Rocco, che consideravano più vicino a loro in quanto pellegrino e patrono dei contagiati.
Osservando l'edificio dalla facciata d'ingresso, è facile notare che il portico è di recente costruzione, ricavato dall'allungamento del corpo della chiesa in sostituzione di una precedente tettoia in legno. Sotto il portico, sulla parete della chiesa, si apre il portale d'ingresso affiancato da due finestrelle, poste all'altezza del volto di una persona inginocchiata ad uso dei pellegrini e viandanti che volessero fermarsi a pregare il santo.
È probabile che sotto il portico o accanto alla chiesa esistesse una costruzione in pietra o in legno adibita ad alloggio per gli ammalati allontanati dalla comunità per limitare il rischio di contagio. Sul sagrato era anche presente un piccolo cimitero che accoglieva le salme dei malati di peste e altre epidemie.
All'interno si nota subito una nicchia in cemento posta sopra l'altare che conserva la statua di San Rocco, sovrastata da un profondo arco che incornicia l'antica abside affrescata con raffigurazioni di San Rocco circondato da nuvole e due angeli, mentre al di sopra dell'arco si trovano due angeli con la tromba. Sia nell'affresco che nella statua, il santo è raffigurato con i suoi classici attributi iconografici: una gamba scoperta con una piaga della peste, il cane con in bocca un pezzo di pane e il bastone con la zucca usata come contenitore per l'acqua, insieme ad altri elementi tipici del pellegrino.
Sempre all'interno della chiesa è conservato un affresco cinquecentesco raffigurante il Martirio di San Sebastiano con il santo colpito dagli arcieri di Diocleziano, il quale è seduto su un trono alle cui spalle si vede un paesaggio lacustre e montano. Vicino all'altare si trova l'affresco che rappresenta l'Ultima cena, risalente al XVI secolo e riportato alla luce dopo alcuni interventi degli anni 2000. Tra questi due affreschi si intravede una sinopia secentesca raffigurante San Sebastiano con San Rocco, probabilmente accanto alla Vergine.
Lungo la parete sinistra è raffigurato Sant'Antonio abate con la caratteristica croce a tau. Al suo fianco si vede la figura di San Sebastiano.
Sul lato opposto della chiesa si trovano gli affreschi con le immagini di Sant'Agnese che regge un libro e Santa Brigida che tiene in mano una lunga penna.